# Leopold Toeplitz

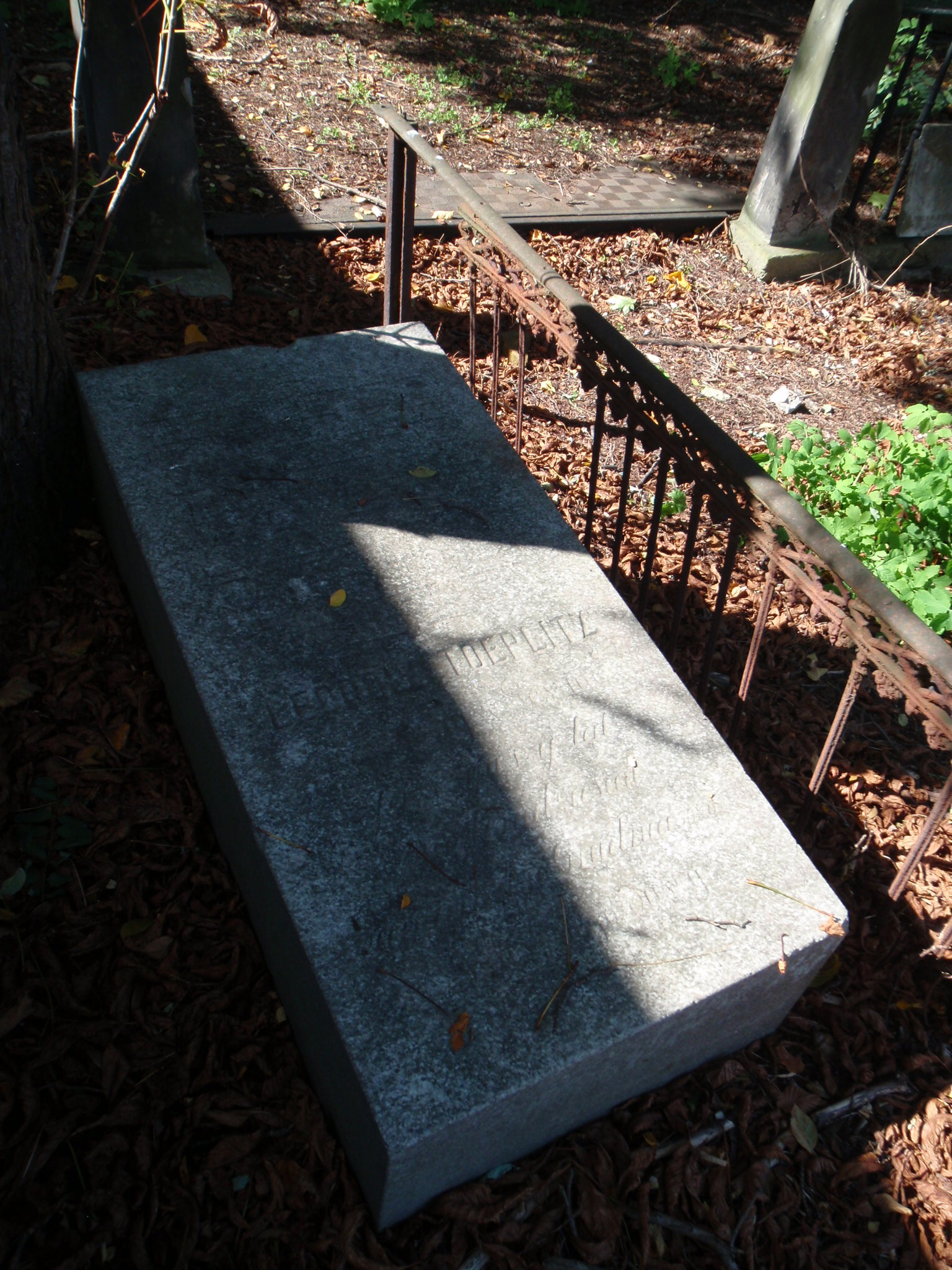
Grób Leopolda Toeplitza na cmentarzu żydowskim w Warszawie

Leopold Toeplitz (ur. 1795 w Lesznie, zm. 10 grudnia 1865 w Warszawie) – polski kupiec i działacz społeczności żydowskiej w Warszawie.

## Życiorys
Urodził się jako syn Szymona Samuela Toeplitza i Kunegundy z domu Kohen. Miał trzech braci - Teodora, Zygmunta i Maksymiliana. Rodzina Toeplitzów, pochodząca z Czech, a przybyła do Warszawy z Leszna, była silnie związana z zawodem kupieckim. Również Leopold podjął się tego fachu lecz brak bliższych informacji o szczegółach jego działalności.
W 1821 poślubił Karolinę Rosen (ur. 1799, zm. 20 września 1847, córkę Izaaka Szymona Rosena), z którą miał trzynaścioro dzieci: Szymona (przemysłowca w Kutnie, 1822-1894), Rozalię Józefę (żonę Andrzeja Arnolda Simona, ur. 1823), Henryka (ur. 1824-1875), Michała (1825-1825), Stefanię (1826-1893), Matyldę (1827-1863), Aleksandra (1829-1892), Ludwika (1830-1903), Mieczysława (1831-1893), Natalię (1833-1853), Bertę (1834-1904), Józefa Samuela (1836-1837) i Augustę (1837-1914).
Jest pochowany na cmentarzu żydowskim przy ulicy Okopowej w Warszawie (kwatera 1).